# Gouvernement Mara IV
Mara III Mara V
Le gouvernement Mara IV est le gouvernement qui dirige les Fidji de septembre 1977 à juillet 1982. Il résulte des élections législatives de septembre 1977 qui confèrent une majorité absolue des sièges à la Chambre des représentants au parti de l'Alliance et permettent à Ratu Sir Kamisese Mara, au pouvoir depuis avant l'indépendance du pays en 1970, de conserver la fonction de Premier ministre.
Ratu Mara nomme le gouvernement suivant, composé d'un cabinet de douze ministres, et de six ministres d'État (nouveau titre remplaçant celui de ministres assistants) :
Ministres du Cabinet
| Nom | Nom                     | Nom | Fonctions                                                                          | Parti    | Remarques |
| --- | ----------------------- | --- | ---------------------------------------------------------------------------------- | -------- | --------- |
|     | Ratu Sir Kamisese Mara  |     | Premier ministre, Ministre des Affaires étrangères                                 | Alliance |           |
|     | Ratu Sir Penaia Ganilau |     | Vice-premier ministre, Ministre des Affaires autochtones et du Développement rural | Alliance |           |
|     | Charles Stinson         |     | Ministre des Finances                                                              | Alliance |           |
|     | Jonati Mavoa            |     | Ministre du Développement urbain et du Logement                                    | Alliance |           |
|     | James S. Singh          |     | Ministre des Travaux publics, Ministre des Communications                          | Alliance |           |
|     | Mohammed Ramzan         |     | Ministre du Commerce, des Industries et des Co-opératives                          | Alliance |           |
|     | Ratu David Toganivalu   |     | Ministre du Travail et des Relations sociales, Ministre de l'Immigration           | Alliance |           |
|     | Edward Beddoes          |     | Ministre de la Santé                                                               | Alliance |           |
|     | Charles Walker          |     | Ministre de l'Agriculture et des Pêcheries                                         | Alliance |           |
|     | Semesa Sikivou          |     | Ministre de l'Éducation et des Sports                                              | Alliance |           |
|     | Tomasi Vakatora         |     | Ministre du Tourisme, Ministre des Transports et de l'Aviation civile              | Alliance |           |
|     | Vijay R. Singh          |     | Procureur général                                                                  | Alliance |           |

Ministres d'État
| Nom | Nom                         | Nom | Fonctions                                      | Parti    | Remarques |
| --- | --------------------------- | --- | ---------------------------------------------- | -------- | --------- |
|     | Ratu William Toganivalu     |     | Ministre de l'Information                      | Alliance |           |
|     | Militoni Leweniqila         |     | Ministre des Terres et des Ressources minières | Alliance |           |
|     | Livai Nasilivata            |     | Ministre des Co-opératives                     | Alliance |           |
|     | Solomone Momoivalu          |     | Ministre de l'Intérieur                        | Alliance |           |
|     | Ratu Josaia Tavaiqia        |     | Ministre des Forêts                            | Alliance |           |
|     | Ratu Vivekanand Sharma (en) |     | Ministre de la Jeunesse et des Sports          | Alliance |           |